# Gelles
Gelles (/ʒɛl/) est une commune française située dans le département du Puy-de-Dôme, en région Auvergne-Rhône-Alpes.
Ses habitants sont appelés les Gellois et les Gelloises.

## Géographie

### Localisation
Elle se situe dans la région naturelle des Combrailles, à la limite du parc naturel régional des volcans d'Auvergne.
Gelles est limitrophe de neuf autres communes dont une, Olby, par un simple quadripoint.
| Cisternes-la-Forêt | Bromont-Lamothe | Saint-Pierre-le-Chastel |
| Prondines          | Gelles          | Mazaye, Olby            |
| Heume-l'Église     | Perpezat        | Saint-Pierre-Roche      |

### Géologie et relief

#### Puys
- Puy de Banson - 1 044 m
- Puy de Boucaud - 1 035 m
- Puy des Bruyères - 889 m
- Puy des Chabannes - 802 m
- Puy Chalus - 776 m
- Puy de Lauradoux - 952 m
- Puy de Neuffont - 964 m
- Puy de la Vialle - 955 m

### Climat
Pour des articles plus généraux, voir Climat d'Auvergne-Rhône-Alpes et Climat du Puy-de-Dôme.
En 2010, le climat de la commune est de type climat de montagne, selon une étude du Centre national de la recherche scientifique s'appuyant sur une série de données couvrant la période 1971-2000. En 2020, Météo-France publie une typologie des climats de la France métropolitaine dans laquelle la commune est exposée à un climat de montagne ou de marges de montagne et est dans la région climatique Ouest et nord-ouest du Massif central, caractérisée par une pluviométrie annuelle de 900 à 1 500 mm, maximale en automne et en hiver.
Pour la période 1971-2000, la température annuelle moyenne est de 8,2 °C, avec une amplitude thermique annuelle de 15 °C. Le cumul annuel moyen de précipitations est de 1 119 mm, avec 12,7 jours de précipitations en janvier et 8,8 jours en juillet. Pour la période 1991-2020, la température moyenne annuelle observée sur la station météorologique installée sur la commune est de 9,5 °C et le cumul annuel moyen de précipitations est de 1 026,1 mm,. Pour l'avenir, les paramètres climatiques de la commune estimés pour 2050 selon différents scénarios d'émission de gaz à effet de serre sont consultables sur un site dédié publié par Météo-France en novembre 2022.
| Mois                                  | jan.           | fév.           | mars           | avril           | mai           | juin            | jui.        | août          | sep.            | oct.          | nov.             | déc.             | année     |
| ------------------------------------- | -------------- | -------------- | -------------- | --------------- | ------------- | --------------- | ----------- | ------------- | --------------- | ------------- | ---------------- | ---------------- | --------- |
| Température minimale moyenne (°C)     | −1,2           | −1,5           | 0,8            | 2,9             | 6,4           | 9,9             | 11,6        | 11,4          | 8,1             | 5,7           | 1,9              | −0,5             | 4,6       |
| Température moyenne (°C)              | 2,3            | 2,6            | 5,6            | 8               | 11,9          | 15,6            | 17,6        | 17,5          | 13,8            | 10,5          | 5,7              | 3                | 9,5       |
| Température maximale moyenne (°C)     | 5,8            | 6,7            | 10,5           | 13,2            | 17,5          | 21,3            | 23,6        | 23,7          | 19,5            | 15,2          | 9,5              | 6,5              | 14,4      |
| Record de froid (°C) date du record   | −25 09.01.1985 | −20,2 07.02.12 | −19,8 01.03.05 | −7,2 22.04.1991 | −3 01.05.1984 | −1,5 02.06.1975 | 2 17.07.00  | 1 02.08.1976  | −2,2 22.09.1977 | −8,5 25.10.03 | −12,5 22.11.1998 | −17,5 02.12.1980 | −25 1985  |
| Record de chaleur (°C) date du record | 19,7 01.01.22  | 22,9 26.02.19  | 24 31.03.21    | 27,6 30.04.05   | 30,7 22.05.22 | 36,9 29.06.19   | 37 31.07.20 | 37,8 18.08.12 | 33,9 04.09.23   | 31,1 01.10.23 | 25,1 08.11.15    | 21 03.12.1985    | 37,8 2012 |
| Précipitations (mm)                   | 84             | 75,7           | 72,3           | 86,2            | 89,4          | 92,9            | 86,7        | 81,3          | 83,3            | 82            | 98,6             | 93,7             | 1 026,1   |

## Urbanisme

### Typologie
Au 1er janvier 2024, Gelles est catégorisée commune rurale à habitat très dispersé, selon la nouvelle grille communale de densité à sept niveaux définie par l'Insee en 2022.
Elle est située hors unité urbaine. Par ailleurs la commune fait partie de l'aire d'attraction de Clermont-Ferrand, dont elle est une commune de la couronne,. Cette aire, qui regroupe 209 communes, est catégorisée dans les aires de 200 000 à moins de 700 000 habitants,.

### Occupation des sols
L'occupation des sols de la commune, telle qu'elle ressort de la base de données européenne d’occupation biophysique des sols Corine Land Cover (CLC), est marquée par l'importance des territoires agricoles (75 % en 2018), en diminution par rapport à 1990 (76,3 %). La répartition détaillée en 2018 est la suivante : prairies (58,4 %), forêts (21,2 %), zones agricoles hétérogènes (16,6 %), zones industrielles ou commerciales et réseaux de communication (1,9 %), zones urbanisées (1,1 %), milieux à végétation arbustive et/ou herbacée (0,9 %). L'évolution de l’occupation des sols de la commune et de ses infrastructures peut être observée sur les différentes représentations cartographiques du territoire : la carte de Cassini (XVIIIe siècle), la carte d'état-major (1820-1866) et les cartes ou photos aériennes de l'IGN pour la période actuelle (1950 à aujourd'hui).

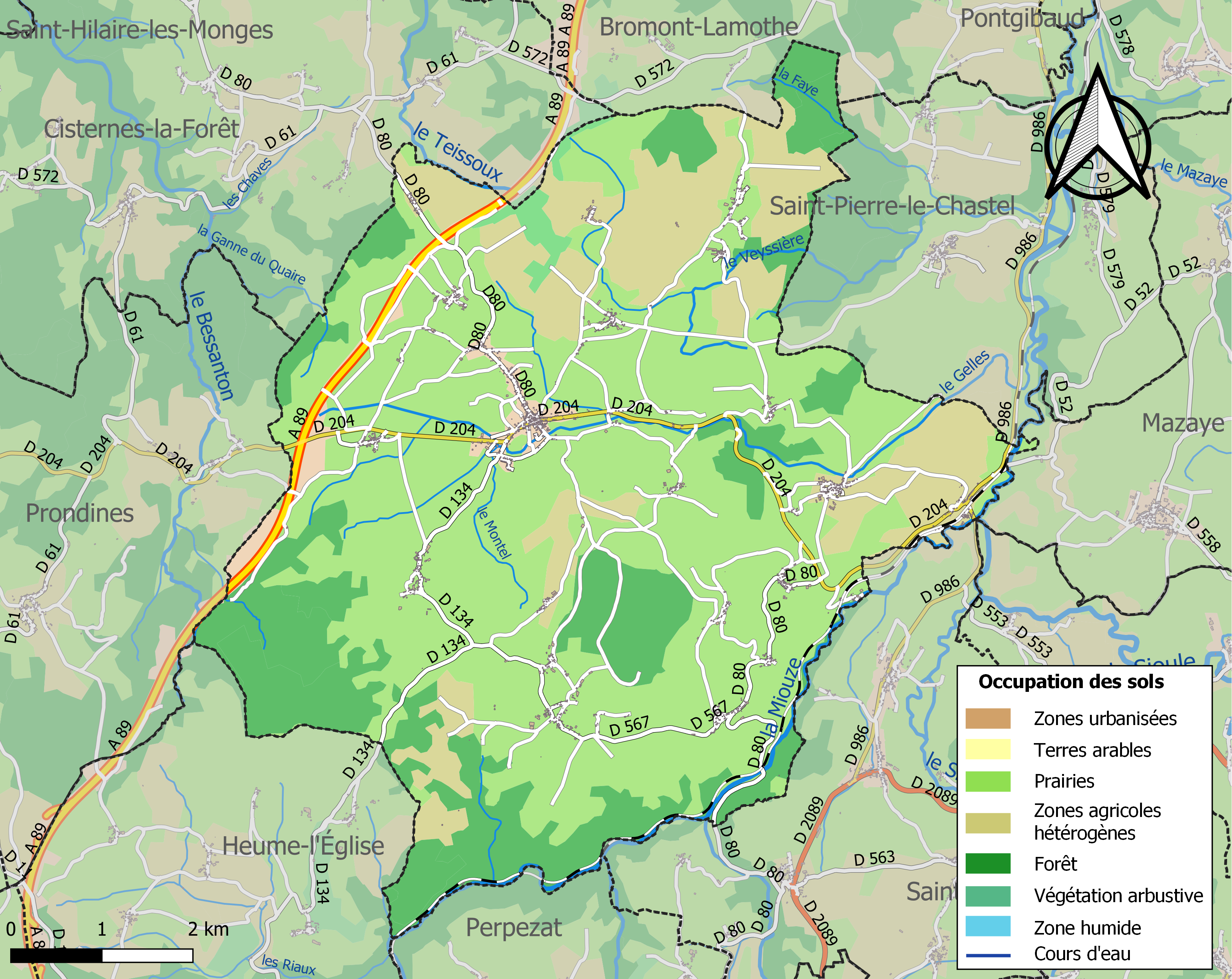
Carte des infrastructures et de l'occupation des sols de la commune en 2018 (CLC).

## Toponymie
Outre le bourg de Gelles, la commune est composée de 28 hameaux : Augère, Banson, les Boucheaux, Brigaudix, Commeaux, la Croix, Hyvon, Labbas, les Madras, Magnol, la Miouze, Monges, le Montel, Mont la Côte, la Narse, Neuffont, Pidouze, la Prade, les Quintins, Rochette, Say, Say-Soubre, Tracros, Vareilles, la Vendeix, la Vergne, Villatiers, Villevieille.

## Histoire
Au Moyen Âge, le hameau de Banson était le siège d'une seigneurie mentionnée à la fin du XIIe siècle. Le château fort de Banson, implanté à 500 m environ au nord-ouest du hameau, comportait une enceinte flanquée de quatre tours circulaires avec leur mâchicoulis et un fossé. Pendant la guerre de Cent Ans, il a été occupé par des routiers de 1360 à 1375, date à laquelle ils en ont été chassés par Louis II de Bourbon. Le dernier seigneur de la maison de Banson, Érard, lègue en 1434 le fief et le château à un parent, Guillaume d'Aubusson. En 1674, François d'Aubusson, écuyer, seigneur de Banson et de La Mallerée de Cébazat, habite le château de Banson, il a servi dans les mousquetaires du roi et est alors capitaine d'une compagnie d'infanterie dans le régiment de Champagne. Du château fort, il ne reste que les vestiges de deux tours arasées ainsi qu'une salle basse. Une maison de maître a été établie sur le site au XVIIIe siècle.

## Politique et administration

### Découpage territorial
La commune de Gelles est membre de la communauté de communes Dômes Sancy Artense, un établissement public de coopération intercommunale (EPCI) à fiscalité propre créé le 1er janvier 2017 dont le siège est à Rochefort-Montagne. Ce dernier est par ailleurs membre d'autres groupements intercommunaux. Jusqu'en 2016, elle faisait partie de la communauté de communes de Rochefort-Montagne.
Sur le plan administratif, elle est rattachée à l'arrondissement d'Issoire depuis 2017, à la circonscription administrative de l'État du Puy-de-Dôme et à la région Auvergne-Rhône-Alpes. De 1801 à mars 2015, elle faisait partie du canton de Rochefort-Montagne.
Sur le plan électoral, elle dépend du canton d'Orcines pour l'élection des conseillers départementaux, depuis le redécoupage cantonal de 2014 entré en vigueur en 2015, et de la troisième circonscription du Puy-de-Dôme pour les élections législatives, depuis le dernier découpage électoral de 2010.

### Élections municipales et communautaires

#### Élections de 2020
Le conseil municipal de Gelles, commune de moins de 1 000 habitants, est élu au scrutin majoritaire plurinominal à deux tours avec candidatures isolées ou groupées et possibilité de panachage. Compte tenu de la population communale, le nombre de sièges à pourvoir lors des élections municipales de 2020 est de 15. Sur les trente candidats en lice, quinze ont été élus dès le premier tour, le 15 mars 2020, avec un taux de participation de 81,22 %.

#### Chronologie des maires
| Période                                  | Période                    | Identité              | Étiquette | Qualité |
| ---------------------------------------- | -------------------------- | --------------------- | --------- | --- |
| Les données manquantes sont à compléter. |                            |                       |           | |
|                                          |                            |                       |           | |
| 1815                                     | 1830                       | Antoine Roy, dit Jean |           | Juge de paix du Canton de Rochefort-Montagne (1804-1830), puis expert-géomètre. Brièvement destitué comme légitimiste pendant la brève période des Cent-Jours. |
| 1892                                     | 1898                       | Gilbert Gaillard      |           | Maire de Clermont-Ferrand (1880-1884) Député du Puy-de-Dôme (1883-1889) Sénateur du Puy-de-Dôme (1889-1898)                                                    |
|                                          |                            |                       |           | |
| 1977                                     | 2001                       | Georges Gourdy        |           | |
| mars 2001                                | avril 2014                 | Alain Faure           |           | |
| avril 2014 (réélu en 2020)               | En cours (au 15 août 2021) | Luc Gourdy            |           | Retraité 5e vice-président de la communauté de communes de Rochefort-Montagne (2014-2016)                                                                      |

## Population et société

### Démographie
L'évolution du nombre d'habitants est connue à travers les recensements de la population effectués dans la commune depuis 1793. Pour les communes de moins de 10 000 habitants, une enquête de recensement portant sur toute la population est réalisée tous les cinq ans, les populations de référence des années intermédiaires étant quant à elles estimées par interpolation ou extrapolation. Pour la commune, le premier recensement exhaustif entrant dans le cadre du nouveau dispositif a été réalisé en 2005.

En 2022, la commune comptait 931 habitants, en évolution de −3,52 % par rapport à 2016 (Puy-de-Dôme : +2,1 %, France hors Mayotte : +2,11 %).
| 1793  | 1800  | 1806  | 1821  | 1831  | 1836  | 1841  | 1846  | 1851  |
| ----- | ----- | ----- | ----- | ----- | ----- | ----- | ----- | ----- |
| 1 747 | 1 497 | 1 926 | 1 746 | 2 018 | 1 970 | 1 925 | 1 939 | 1 925 |

| 1856  | 1861  | 1866  | 1872  | 1876  | 1881  | 1886  | 1891  | 1896  |
| ----- | ----- | ----- | ----- | ----- | ----- | ----- | ----- | ----- |
| 1 866 | 1 815 | 1 863 | 1 856 | 1 901 | 2 038 | 1 863 | 1 785 | 1 743 |

| 1901  | 1906  | 1911  | 1921  | 1926  | 1931  | 1936  | 1946  | 1954  |
| ----- | ----- | ----- | ----- | ----- | ----- | ----- | ----- | ----- |
| 1 684 | 1 643 | 1 638 | 1 469 | 1 415 | 1 407 | 1 382 | 1 301 | 1 199 |

| 1962  | 1968  | 1975  | 1982  | 1990 | 1999 | 2005 | 2006 | 2010 |
| ----- | ----- | ----- | ----- | ---- | ---- | ---- | ---- | ---- |
| 1 165 | 1 127 | 1 047 | 1 025 | 983  | 911  | 917  | 915  | 909  |

| 2015 | 2020 | 2022 | - | - | - | - | - | - |
| ---- | ---- | ---- | - | - | - | - | - | - |
| 945  | 940  | 931  | - | - | - | - | - | - |

## Culture locale et patrimoine

### Lieux et monuments
La commune dispose de deux églises : 
- l'église Saint-Georges, connue dès 1165[26]. Elle est inscrite à l'inventaire général du patrimoine culturel ;
- l'église Saint-Jean, au hameau de Monges, reconstruite au début du XXe siècle, qui a succédé à une première église, connue en 1246[27]. Elle est inscrite à l'inventaire général du patrimoine culturel ;
- une cinquantaine de croix monumentales des XIXe et XXe siècles en lave, granite, bois, fer, fonte ou béton sont érigées sur le territoire communal[28].
- la Maison Familiale Rurale (MFR), un établissement de formation agricole en alternance[29].

Dans différents hameaux, on trouve des traces du passé :
- les vestiges du château fort de Banson ;
- un pigeonnier à Say-Soubre ;
- des lavoirs aux Quintins et à Villatiers ;
- une fontaine à Mont-la-Côte ;
- des fours à pains à Tracros, à Magnol ;
- des bacs à Villevieille, à Commeaux, à Neuffont ainsi qu'à Say ;
- des entraves à Vareilles et à Say.

Les hommes ont aussi transformé le paysage en créant des étangs :
- l'étang de Banson (1980) ;
- l'étang Michelin (1980) ;
- l'étang Chambon (1970-1975).

Il y a aussi des curiosités naturelles :
- la roche branlante à Mont-la-Côte[30] ;
- des panoramas sur la chaîne des Puys et celle des monts Dore ;
- la cascade de Say.

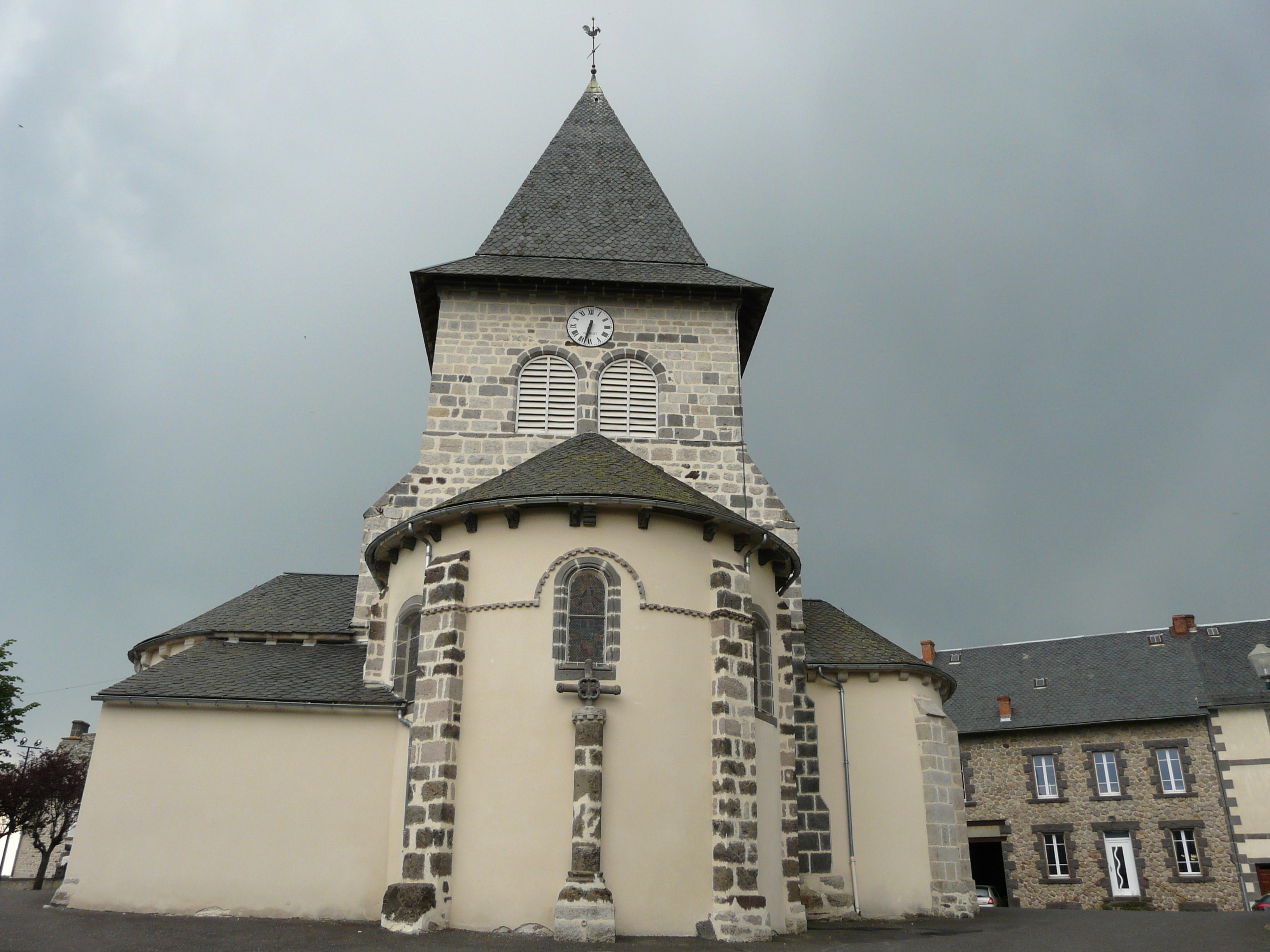
Le chevet de l'église Saint-Georges.
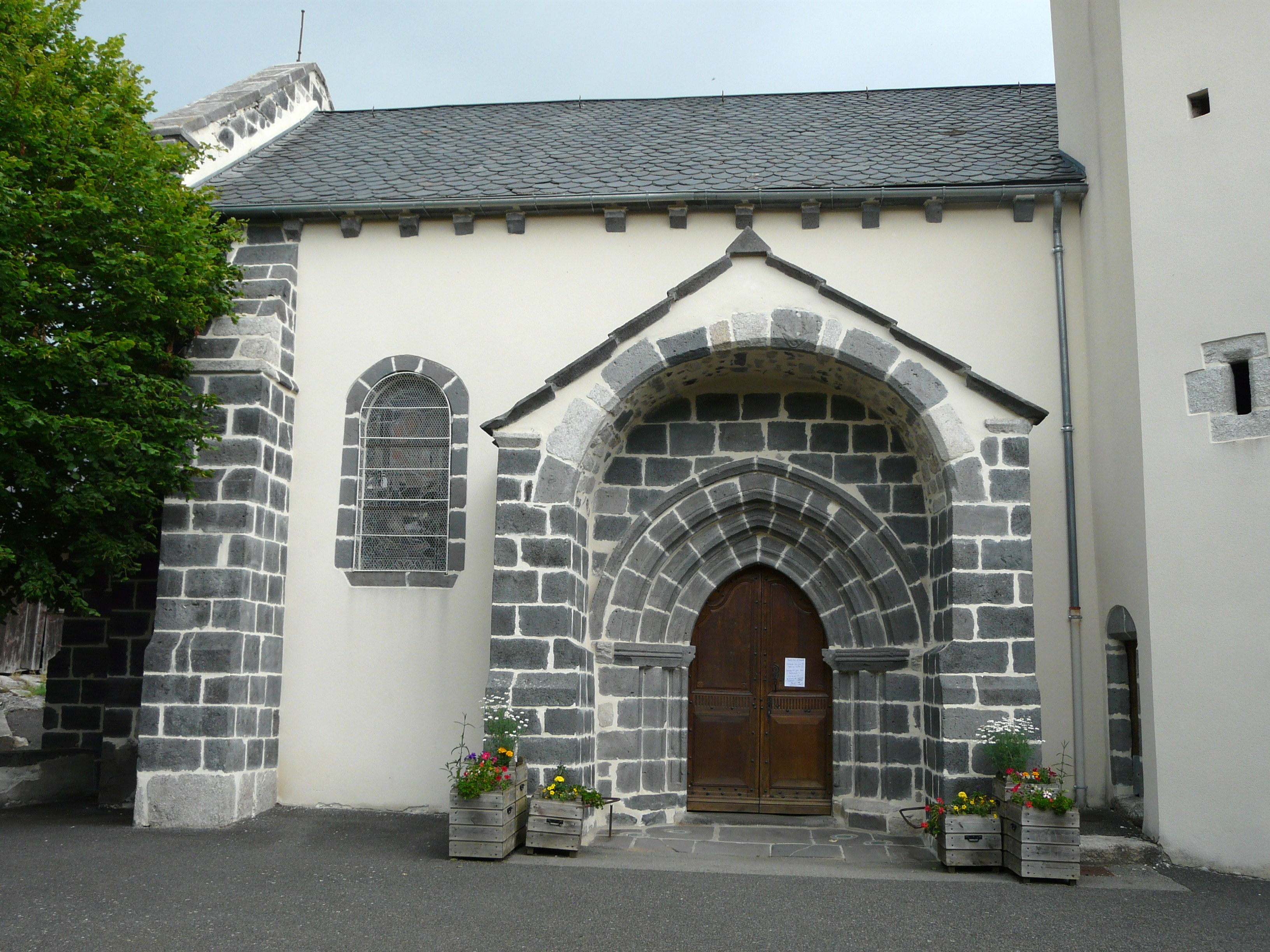
Le portail de l'église Saint-Georges.
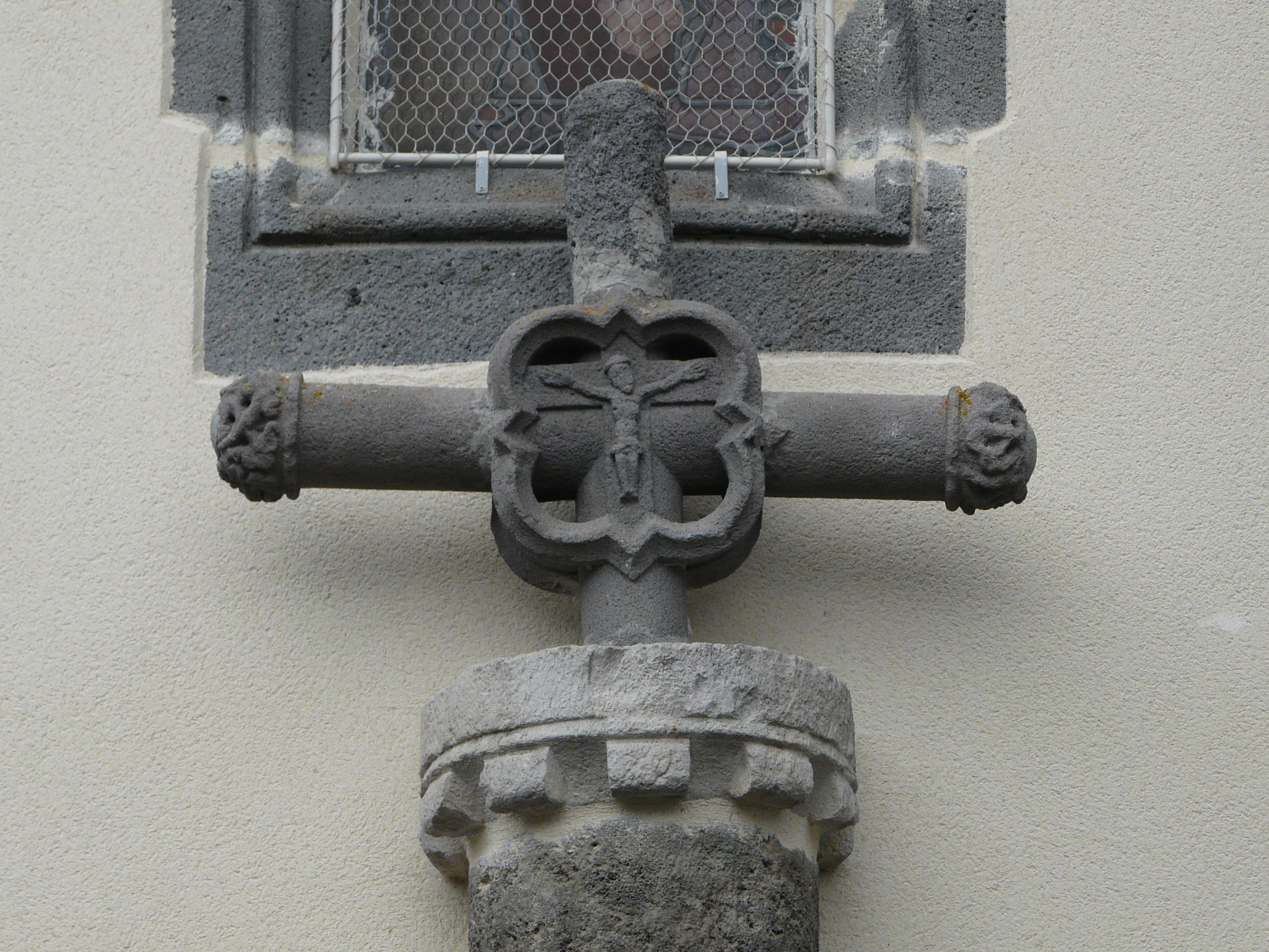
Croix de lave contre l'église Saint-Georges.
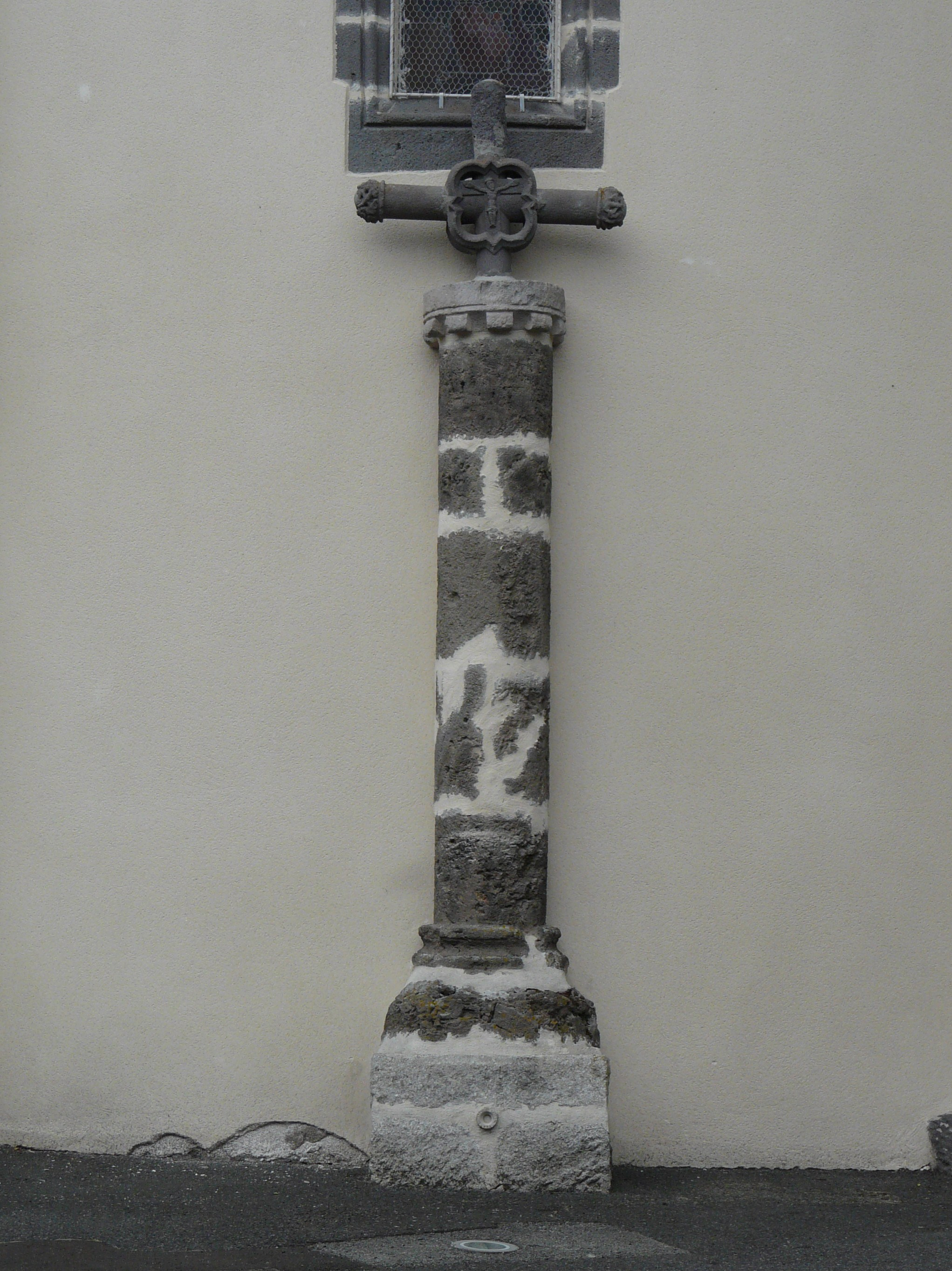
Croix de lave contre l'église Saint-Georges.
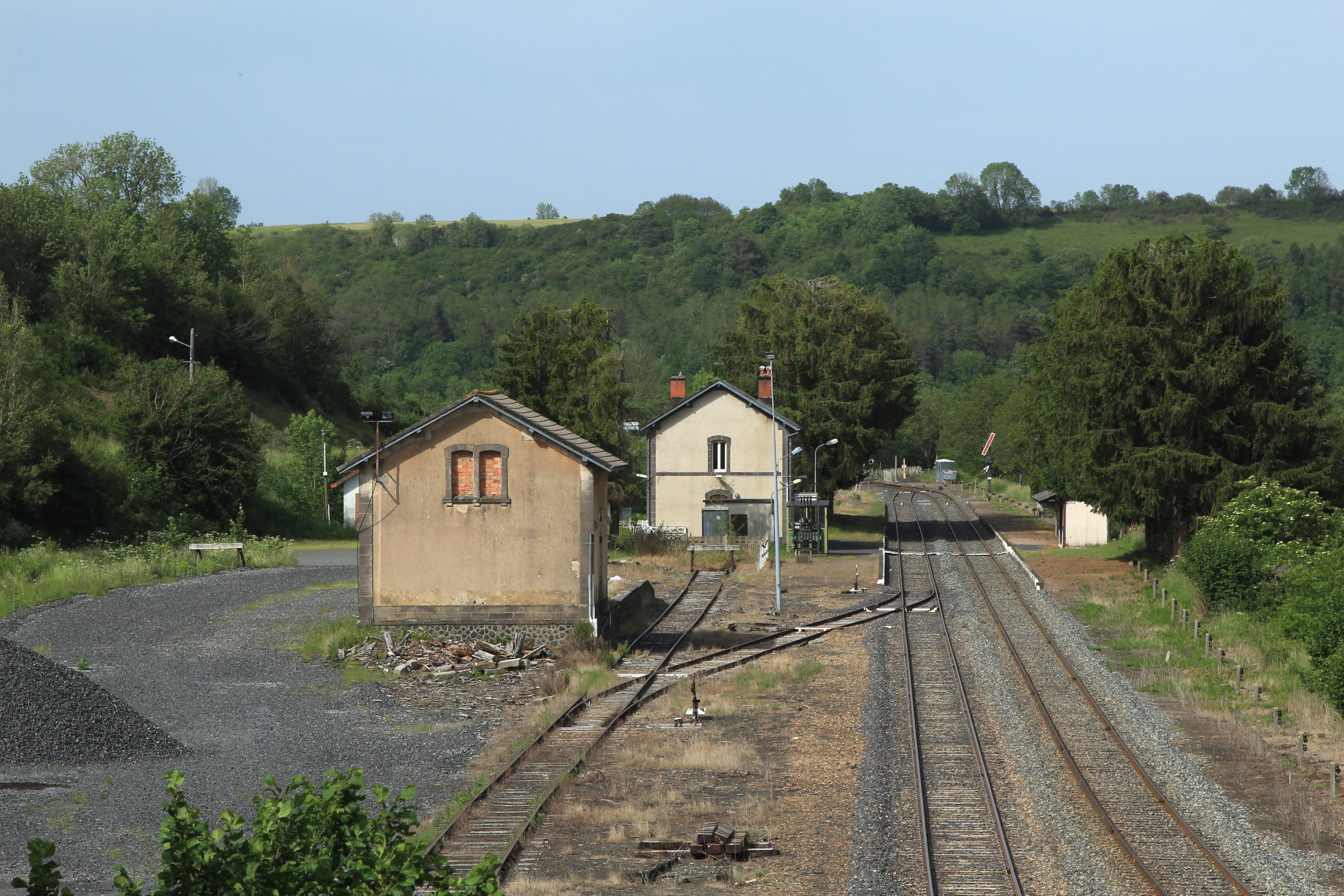
Vue générale de la gare de La Miouze-Rochefort.
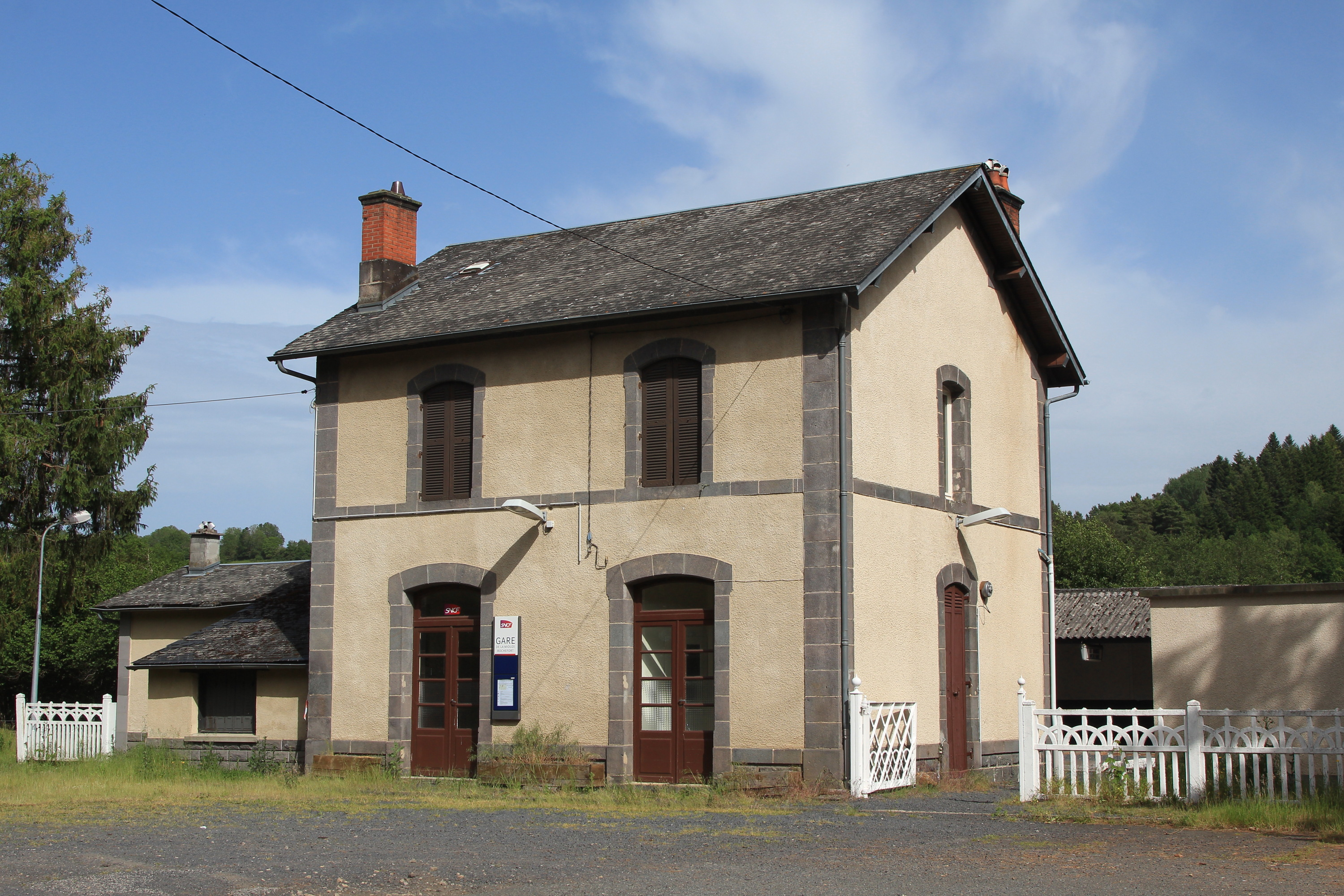
Le bâtiment voyageurs de la gare de La Miouze-Rochefort.
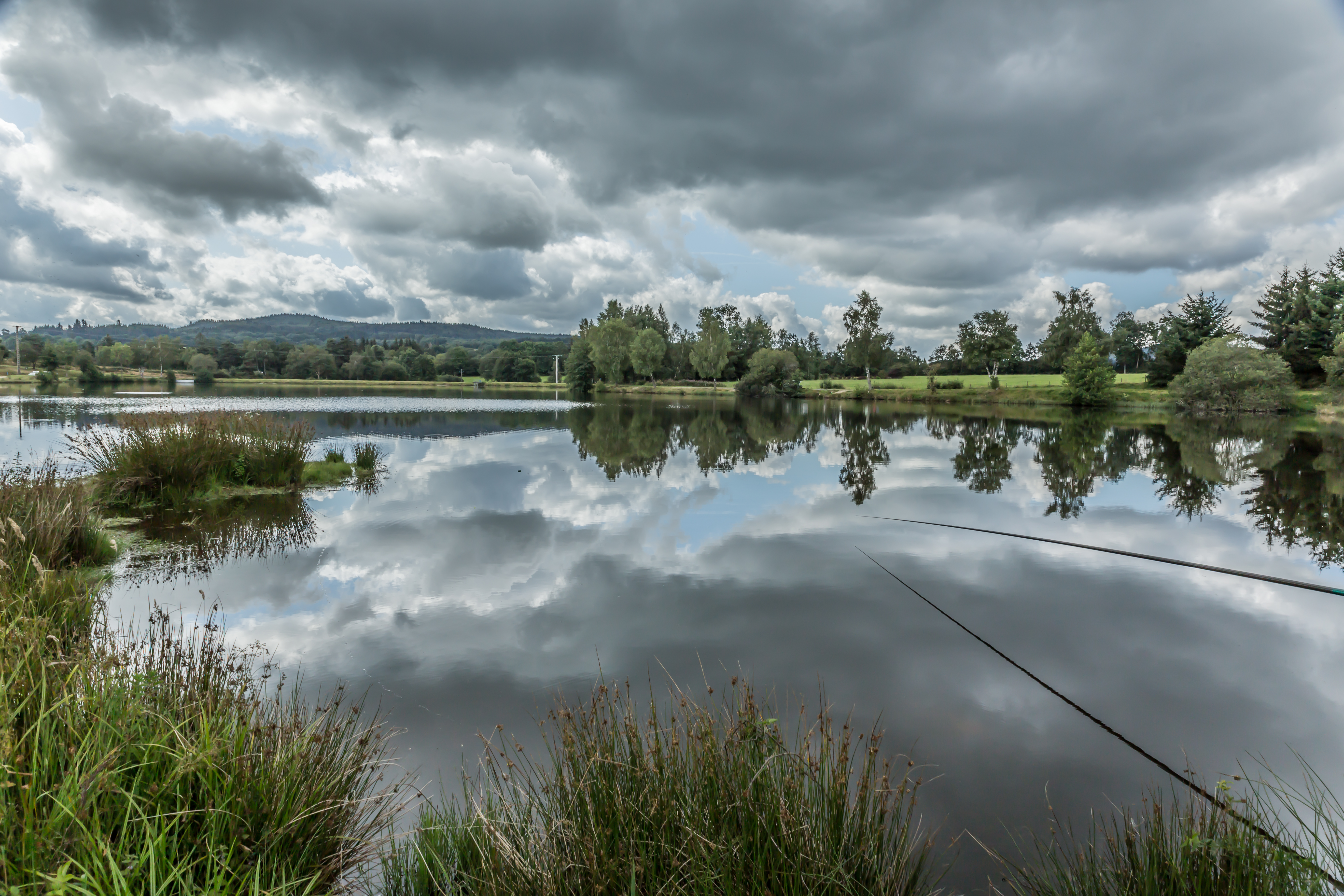
Lac de Gelles.

### Personnalités liées à la commune
- Rémy Julienne (1930-2021), cascadeur, a vécu au château de Neuffont à Gelles.
- Bernard Planche (1953-), ex-otage en Irak et né à Clermont-Ferrand, avait été placé en famille d'accueil à Gelles à l'âge de 8 ans.
- Eugène Roy (1882-1938), homme politique, est né à Gelles. Un membre de sa famille est le poète patoisant Jean Roy (1773-1853), ancien maire de Gelles[31].
- Gilbert Gaillard (1843-1898), homme politique, maire de Gelles de 1892 à 1898.
- Pierre Tullon (1851-1918), peintre originaire de Gelles[32],[33].